# Lista najwyższych budynków w Saitamie
Saitama jest jednym z wielkich miast japońskich powstałych w wyniku scalenia mniejszych miejscowości. W Saitamie znajduje się 15 budynków ponad 100-metrowych. Poza dwoma wyjątkami, wszystkie wysokie budynki w mieście zostały wybudowane po roku 1997.

## 10 najwyższych
| Ranking | Budynek                                        | Wysokość strukturalna | Liczba pięter | Rok budowy |
| ------- | ---------------------------------------------- | --------------------- | ------------- | ---------- |
| 1.      | Land Axis Tower                                | 168,3 m               | 35            | 2002       |
| 2.      | Saitama Government Tower 1                     | 153,9 m               | 31            | 2000       |
| 3.      | Saitama Government Tower 2                     | 138,7 m               | 26            | 2000       |
| 4.      | Omiya Sonic City                               | 136,9 m               | 31            | 1988       |
| 5.      | Live Tower Musashi-Urawa                       | 131,0 m               | 38            | 2001       |
| 6.      | Saitama Shintoshin MPT Building                | 129,8 m               | 28            | 2000       |
| 7.      | Arusa Kita-Yono North Pier Kami-Ochiai Tower 2 | 110,0 m               | 35            | 1991       |
| 8.      | Lamza Tower                                    | 107,7 m               | 27            | 1998       |
| 9.      | Lions Mansion Costa-Urawa                      | 107,5 m               | 31            | 2006       |
| 10.     | Park City Omiya Central Tower                  | 107,3 m               | 33            | 2000       |